# Wikipediocracy
Wikipediocracy es una página web de debate y crítica a Wikipedia. Sus miembros colaboran escribiendo sobre los problemas y controversias de Wikipedia, haciéndose eco los medios de comunicación gracias a esta página. Esta fue fundada en marzo de 2012 por usuarios de Wikipedia Review, otro sitio web crítico con Wikipedia.
Este sitio es "conocido por sacar los trapos sucios de Wikipedia a relucir", escribió el reportero Kevin Morris para The Daily Dot. La novelista Amanda Filipacchi escribió en The Wall Street Journal que el sitio "arremete inteligentemente y de una forma muy amena contra las malas prácticas que se dan en Wikipedia".